# Cyperales
Ordre
Classification APG II (2003)
Classification APG III (2009)
Les Cyperales sont un ordre de plantes monocotylédones.
En classification classique de Cronquist (1981) il comprend deux familles :
- Les Poaceae ou Graminées.
- Les Cyperaceae, famille des carex (ou laîches)

En classification phylogénétique APG II (2003) et en classification phylogénétique APG III (2009) cet ordre n'existe pas et ces familles (avec d'autres) sont placées dans l'ordre des Poales.